# Поповка (Приморский край)
Попо́вка — село в Хорольском районе Приморского края России. Входит в состав Хорольского сельского поселения.

## История
Первыми переселенцами стали 7 семей из села Поповка Черниговской губернии. В распадке между сопок основали село, назвав его как и родное село на родине — Поповка. Село постепенно застраивалось. Построенная недавно церковь в Поповке была самая красивая в уезде, при ней же была церковно-приходская начальная школа. Село славилось своими садами. В годы Гражданской войны многие жители активно участвовали в партизанском движении. В 1930 году возник колхоз «имени 1-го Мая», в 1931 году — «Серп и молот», а в 1934 году они объединились в колхоз «Коллективный труд». Во время раскулачивания и репрессий многие сады были вырублены. Перед Великой Отечественной войной это был один из крупнейших колхозов в районе. В годы войны погибло на фронтах 75 жителей. В центре села им сооружен памятник..

## Население
| 1897 | 2002  | 2008  | 2010 |
| ---- | ----- | ----- | ---- |
| 702  | ↗1067 | ↗1074 | ↘960 |

## Улицы
| - Заречная ул. - Ленинская ул. - Ленинский пер. - Леонова ул. | - Лесной пер. - Молодёжный пер. - Партизанский пер. - Первомайская ул. | - Решетникова пер. - Садовая ул. - Садовый пер. - Юбилейная ул. |

## Инфраструктура
Сохранились средняя школа, клуб, фельдшерско-акушерский пункт, библиотека, почтовое отделение.

## Экономика
Экономика села базируется на животноводстве и рисоводстве, чем и занимается СХПК «Примрис». В селе создан и успешно развивается свиноводческий комплекс, есть своя механизированная мастерская.

## Известные уроженцы
- Утюпин, Павел Владимирович (род. 1976) — белорусский государственный деятель, дипломат.